# لطيفة تكين
لطيفة تكين (وُلدت في 31 كانون الأول/ديسمبر 1957 ، قيصري) كاتبة وأديبة تركية معاصرة.

## حياتها
ولدت في قرية كاراجافينك في منطقة بونيان في قيصرية. انتقلت إلى إسطنبول مع عائلتها عام 1966 عندما كان عمرها 9 سنوات. أكملت تعليمها الثانوي في مدرسة بشكتاش الثانوية للبنات. عملت لفترة قصيرة في المديرية العامة لهواتف إسطنبول. صدر كتابها الأول "عزيزي صفيق الموت" عام 1983. اكتسبت شهرة كبيرة من خلال روايتها الأولى التي تحكي عن حياة القرية والناس في الأناضول في جو مطعّم بالحكايات الخيالية، وبروح رواية "مائة عام من العزلة" (للكاتب غابرييل جارسيا ماركيز). بعد هذه الرواية التي نُسبت أيضًا إلى حركة الواقعية السحرية، تبعتها روايات أخرى. تُرجِمَتْ أعمالها إلى الإنجليزية، والألمانية، والفرنسية، والإيطالية، والفارسية، والهولندية، والعربية. أصبحت أحد الأسماء الرائدة لكتاب جيلها بأسلوبها الأدبي المتميّز.

بدأت لطيفة تكين مشروع "بيت الفنون" في بودروم جومشلوك (Bodrum Gümüşlük). بدأ العمل في المشروع بدعم من Garanti Bank، في البناء المعماري الذي صمّمه المهندس المعماري Hüsmen Ersöz في عام 1998 (1999). بدعم من المهندس Hale Arpacıoğlu من شركات Koç Group، بدأ بناء "بيت الفُنون" كجزء من نفس المشروع المعماري. تعمل لطيفة تكين على استكمال المساحة في بودروم غوموشلوك، كي يُتاح للأدباء والشعراء الكتابة والمناقشة، وحيث يمكن للفنانين إنتاج أعمالهم بعيدًا عن صخب المدينة الكبيرة. حصلت على جائزة إردال أوز للأدب في سبتمبر 2019. كانت الكاتبة موضوع عدد أيار-حزيران/مايو-يونيو 2020 من مجلة KE الصادرة عن بلدية كارتال.

## مؤلفاتها
روايات
1. Sevgili Arsız Ölüm(Adam, 1983)
2. Berci Kristin Çöp Masalları (Adam, 1984)
3. Gece Dersleri (Adam, 1986)
4. Buzdan Kılıçlar (Adam, 1989)
5. Aşk İşaretleri (Metis, 1995)
6. Ormanda Ölüm Yokmuş (Metis, 2001)
7. Unutma Bahçesi (Everest, 2004)
8. Muinar (Everest, 2006)
9. Rüyalar ve Uyanışlar Defteri (Doğan, 2009)
10. Manves City (Can, 2018)
11. Sürüklenme (Can, 2018)
12. Zamansız (Can, 2022)

سيناريو
1. Bir Yudum Sevgi (1984)

ترجمات للعربية
1. لطيفة تكين، لا موت في الغابة، نقلها إلى العربية عبد القادر عبد اللي، بيروت: الدار العربية للعلوم ناشرون، 2009.
2. لطيفة تكين،عزيزي الموت الوقح، نقلها إلى العربية أحمد زكريا وملاك دينيز أوزدمير، بيروت: منشورات المرفأ، 2024.[6]

1. ↑  مذكور في: ملف استنادي متكامل. مُعرِّف الملف الاستنادي المُتكامِل (GND): 118864807. الوصول: 16 أكتوبر 2015. لغة العمل أو لغة الاسم: الألمانية. المُؤَلِّف: مكتبة ألمانيا الوطنية.
2. ↑  مذكور في: الكتالوج الوطني المركزي العالمي. مُعرِّف دليل مركز مكتبة جامعة وارسو (NUKAT): n2009074539. باسم: Latife Tekin.
3. ↑  مذكور في: استنادات المكتبة الوطنية الفرنسية. مُعرِّف المكتبة الوطنية الفرنسية (BnF): 12297245v. الوصول: 10 أكتوبر 2015. المُؤَلِّف: المكتبة الوطنية الفرنسية. لغة العمل أو لغة الاسم: الفرنسية.
4. ↑  "Latife Tekin: Türkiye'de okul karşıtı bir hareketin olmaması canımı çok sıkıyor". ديكن (صحيفة).
5. ↑  وصلة مرجع: https://bianet.org/haber/pen-duygu-asena-odulu-latife-tekin-in-siir-odulu-afsar-timucin-in-162290.
6. ↑  "لطيفة تكين ترصد حركة التحولات البطيئة في البيئة التركية". اندبندنت عربية. 17 يوليو 2024. اطلع عليه بتاريخ 2024-07-18.